# Sudža
Sudža (rus. Су́джа) grad je i administrativno središte Sudžanskog okruga u Kurskoj oblasti u Rusiji, a nalazi se na rijekama Sudži i Oljošnji, 105 km jugozapadno od Kurska, administrativnog središta oblasti. Ima populaciju od 4941 stanovnika. Glavni je izvor razmjene prirodnog plina, gdje se Transsibirski plinovod spaja s plinovodom Bratstva.

## Povijest
Sudža je osnovana 1664. godine. Prvotno je bio grad Sumskog puka, a pritom je bio ograđen bedemima i rovovima.
Godine 1708. ušao je u sastav Kijevskog guvernorata, a 1779. godine postaje sjedište Sudžanske ujezde.
Godine 1870. u samom gradu je živjelo 4482 stanovnika, a u manjim naseljima okolice 5624 stanovnika. Godine 1869. u gradu je bilo 393 obrtnika, a 1871. godine devet tvornica. Pred kraj 19. stoljeća, Sudža je bio domaćin četiri godišnja sajma. 
Prema popisu stanovništva Ruskoga Carstva iz 1897. godine, grad je imao 7433 stanovnika, od čega su 61,2 % bili Ukrajinci, 37,2 % Rusi, 1,2 % Židovi, a 0,3 % Poljaci.
Za vrijeme Drugog svjetskog rata, Sudža je bila okupirana od strane njemačkih trupa od 18. listopada 1941., sve do 3. ožujka 1943. godine.
Dana 6. kolovoza 2024. za vrijeme Rusko-ukrajinskoga rata izbile su žestoke borbe na granici Kurske oblasti i oko Sudže u sklopu prodora ukrajinskih snaga. Do 10. kolovoza, ukrajinske snage su tvrdile da su preuzele kontrolu nad gradom, dok su neka ruska izvješća pokazala da su ukrajinske snage kontrolirale dijelove grada.